# Primera División de Egipto 2013-14
La temporada 2013-14 fue la 56ª edición de la Primera División de Egipto. El torneo dio inicio el 24 de diciembre de 2013 y finalizó el 7 de julio de 2014.

## Equipos participantes

### Participantes 2013-14
| Club                    | Ciudad              | Entrenador      | Estadio                           | Capacidad |
| ----------------------- | ------------------- | --------------- | --------------------------------- | --------- |
| Al Ahly                 | El Cairo            | Hossam El-Badry | Estadio Internacional de El Cairo | 74.100    |
| Al Ittihad Al Sakandary | Alejandría          | José Maqueda    | Estadio de Alejandría             | 13.660    |
| Al Masry                | Port Said           | Hossam Hassan   | Estadio de Port Said              | 17.988    |
| Al Mokawloon Al Arab    | El Cairo            | Talaat Youssef  | Estadio Osman Ahmed Osman         | 35.000    |
| El Dakhleya             | El Cairo            | Alaa Abd Elaal  | El Sekka El Hadeed                | 20.000    |
| El Entag El Harby       | El Cairo            | Mohammed Helmy  | Estadio Al-Salam                  | 30.000    |
| El Gouna                | Hurghada            | Anwar Salama    | Estadio El Gouna                  | 30.000    |
| Enppi                   | El Cairo            | Tarek El Ashry  | Estadio Petro Sport               | 25.000    |
| Ghazl El Mahalla        | El Mahalla El Kubra | Ibrahim Youssef | Estadio El Mahalla                | 29.000    |
| Haras El Hodood         | Alejandría          | Helmi Toulan    | Estadio Haras El Hedood           | 22.000    |
| Ismaily                 | Ismailia            | Sabry Elminiawy | Estadio de Ismailia               | 18.525    |
| Ittihad El Shorta       | El Cairo            | Helmy Toulan    | Estadio Gehaz El Reyada           | 22.000    |
| Misr El Makasa          | Fayún               | Tarek Yehia     | Estadio de Fayún                  | 10.000    |
| Petrojet                | Suez                | Taha Basry      | Estadio de Suez                   | 25.000    |
| Smouha                  | Alejandría          | Shawky Gharib   | Estadio de Alejandría             | 13.660    |
| Tala'ea El Gaish        | El Cairo            | Farouk Gaafar   | Estadio Gehaz El Reyada           | 22.000    |
| Telephonat Bani Sweif   | Bani Sweif          | Talaat Youssef  | Estadio de Beni Suef              | 10.000    |
| Wadi Degla              | El Cairo            | Hesham Zakarya  | Academia Militar de El Cairo      | 22.000    |
| Zamalek                 | El Cairo            | Jorvan Vieira   | Estadio Internacional de El Cairo | 74.100    |

## Tabla de posiciones
- Actualizado 7 de julio de 2014

### Grupo A
|  |     | Equipo               | PJ | PG | PE | PP | GF | GC | DG  | PTS |
|  | --- | -------------------- | -- | -- | -- | -- | -- | -- | --- | --- |
|  | 1.  | Al Ahly              | 20 | 12 | 4  | 4  | 30 | 10 | +20 | 40  |
|  | 2.  | Smouha SC            | 20 | 10 | 5  | 5  | 24 | 20 | +4  | 35  |
|  | 3.  | Al-Ittihad           | 20 | 7  | 10 | 3  | 20 | 17 | +3  | 31  |
|  | 4.  | Mokawloon al-Arab    | 20 | 7  | 9  | 4  | 27 | 17 | +10 | 30  |
|  | 5.  | El Gouna FC          | 20 | 7  | 5  | 8  | 17 | 16 | +1  | 26  |
|  | 6.  | El Daklyeh           | 20 | 5  | 10 | 5  | 18 | 19 | −1  | 25  |
|  | 7.  | Misr Elmaqasah       | 20 | 5  | 9  | 6  | 17 | 22 | −5  | 24  |
|  | 8.  | ENPPI                | 20 | 4  | 10 | 6  | 19 | 19 | 0   | 22  |
|  | 9.  | El Raja Marsa Matruh | 20 | 5  | 6  | 9  | 23 | 34 | −11 | 21  |
|  | 10. | Ghazl Al-Mehalla     | 20 | 3  | 10 | 7  | 13 | 21 | −8  | 19  |
|  | 11. | El-Entag El-Harby    | 20 | 2  | 8  | 10 | 15 | 28 | −13 | 14  |

|  | Clasificados a Cuadrangular final.           |
|  | Promoción descenso.                          |
|  | Descendidos a la Segunda División de Egipto. |

### Grupo B
|  |     | Equipo                | PJ | PG | PE | PP | GF | GC | DG  | PTS |
|  | --- | --------------------- | -- | -- | -- | -- | -- | -- | --- | --- |
|  | 1.  | Zamalek               | 20 | 10 | 5  | 5  | 35 | 21 | +14 | 35  |
|  | 2.  | Petrojet              | 20 | 9  | 8  | 3  | 28 | 17 | +11 | 35  |
|  | 3.  | Ittihad El-Shorta     | 20 | 9  | 8  | 3  | 25 | 16 | +9  | 35  |
|  | 4.  | Ismaily               | 20 | 8  | 8  | 4  | 24 | 16 | +8  | 32  |
|  | 5.  | Tala'ea El Gaish      | 20 | 5  | 10 | 5  | 19 | 17 | +2  | 25  |
|  | 6.  | Wadi Degla FC         | 20 | 6  | 6  | 8  | 26 | 24 | +2  | 24  |
|  | 7.  | Al-Masry              | 20 | 5  | 9  | 6  | 17 | 20 | −3  | 24  |
|  | 8.  | Haras El-Hodood       | 20 | 6  | 6  | 8  | 11 | 15 | −4  | 24  |
|  | 9.  | Telephonat Beni Sweif | 20 | 4  | 10 | 6  | 16 | 22 | −6  | 22  |
|  | 10. | El Qanah              | 20 | 5  | 7  | 8  | 14 | 24 | −10 | 22  |
|  | 11. | El Minya              | 20 | 3  | 3  | 14 | 15 | 38 | −23 | 12  |

|  | Clasificados a Cuadrangular final.           |
|  | Promoción descenso.                          |
|  | Descendidos a la Segunda División de Egipto. |

### Promoción
| 26 de junio de 2014 | El Raja Marsa Matruh | 1:0 | Telephonat Beni Sweif | Petro Sport Stadium, El Cairo |  |

El club Telephonat Beni Sweif desciende a la Segunda División de Egipto.

### Cuadrangular por el Campeonato
|  |    | Equipo    | PJ | PG | PE | PP | GF | GC | DG | PTS |
|  | -- | --------- | -- | -- | -- | -- | -- | -- | -- | --- |
|  | 1. | Al Ahly   | 3  | 2  | 1  | 0  | 5  | 0  | +5 | 7   |
|  | 2. | Smouha SC | 3  | 2  | 1  | 0  | 6  | 2  | +4 | 7   |
|  | 3. | Zamalek   | 3  | 1  | 0  | 2  | 3  | 3  | 0  | 3   |
|  | 4. | Petrojet  | 3  | 0  | 0  | 3  | 1  | 10 | -9 | 0   |

|  | Campeón y clasificado a la Liga de Campeones de la CAF 2015 |
|  | Clasificado a la Liga de Campeones de la CAF 2015           |
|  | Clasificado a la Copa Confederación de la CAF 2015          |

## Goleadores del Torneo
Goles Anotados.

| John Antwi                           | Ismaily SC        | 4 |
| Khaled Kamar                         | Ittihad El-Shorta | 3 |
| Mostafa Talaat                       | Wadi Degla FC     | 2 |
| Islam Gamal                          | El Jaish SC       | 2 |
| Salahdin Said                        | Wadi Degla FC     | 2 |
| Actualizada: 30 de diciembre de 2013 |                   |   |

- Datos: Q15303046